# The Old Monk's Tale
The Old Monk's Tale é um filme de drama produzido nos Estados Unidos, dirigidos por J. Searle Dawley e lançado em 1913.